# Kodeks Wrocławski
Kodeks Wrocławski – album muzyki dawnej w wykonaniu wrocławskiego zespołu Ars Cantus śpiewającego pod kierownictwem Tomasza Dobrzańskiego polifonie z manuskryptu Kodeks wrocławski, wydany 8 maja 2015 przez instytucję Wrocławscy Kameraliści. Płyta uzyskała nominację do nagrody Fryderyk 2016 w kategorii Album Roku - Muzyka Dawna.

## Lista utworów
1. In principio erat verbum [4:03]
2. Super ripam Jordanis	[1:56]
3. Inter natos mulierum	[2:19]
4. Psallite Deo nostro [2:41]
5. Dies est leticie [3:09]
6. Kyrie	[4:26]
7. Gloria (Qui tollis peccata mundi z tenorem Spiritus ubi vult spirat) [7:12]
8. Credo (Et in Spiritium Sanctum z tenorem Spiritus ubi vult spirat) [8:51]
9. Sanctus (Hosanna z tenorem Spiritus ubi spirat) [4:33]
10. Benedictus [2:36]
11. Agnus Dei [3:22]
12. Ave maris stella [7:47]
13. Jasoquin des Prez - Ave Maria, virgo serena [4:50]
14. Jhesus Christus nostra salus [3:14]

## Wykonawcy
Zespół Ars Cantus:
- Monika Wieczorkowska - sopran
- Aldona Bartnik - sopran
- Radosław Pachołek - alt
- Maciej Gocman - tenor
- Piotr Karpeta - bas
- Robert Pożarski - kantor
- Tomasz Dobrzański - kierownictwo artystyczne